# 광주 남구의 국회의원

## 행정구역 변천
- 1995년 3월 1일 서구 양림동·방림동·사동·구동·서동·월산동·백운동·노대동·진월동·덕남동·행암동·임암동·송하동·봉선동·주월동 일부에 광주광역시 남구 설치

## 광주 남구의 역대 국회의원
| 대수   | 이름           | 소속정당       | 임기                              | 선거구역                                                                                       |
| ------ | -------------- | -------------- | --------------------------------- | ---------------------------------------------------------------------------------------------- |
| 제15대 | 임복진(林福鎭) | 새정치국민회의 | 1996년 5월 30일 ~ 2000년 5월 29일 | 남구 일원                                                                                      |
| 제16대 | 강운태(姜雲太) | 무소속         | 2000년 5월 30일 ~ 2004년 5월 29일 | 남구 일원                                                                                      |
| 제17대 | 지병문(池秉文) | 열린우리당     | 2004년 5월 30일 ~ 2008년 5월 29일 | 남구 일원                                                                                      |
| 제18대 | 강운태(姜雲太) | 무소속         | 2008년 5월 30일 ~ 2010년 5월 7일  | 남구 일원                                                                                      |
| 제18대 | 장병완(張秉浣) | 민주당         | 2010년 7월 29일 ~ 2012년 5월 29일 | 남구 일원                                                                                      |
| 제19대 | 장병완(張秉浣) | 민주통합당     | 2012년 5월 30일 ~ 2016년 5월 29일 | 남구 일원                                                                                      |
| 제20대 | 장병완(張秉浣) | 국민의당       | 2016년 5월 30일 ~ 2020년 5월 29일 | 동구·남구 갑: 남구 봉선1동 봉선2동 월산동 월산4동 월산5동 주월1동 주월2동 효덕동 송암동 대촌동 |
| 제20대 | 박주선(朴柱宣) | 국민의당       | 2016년 5월 30일 ~ 2020년 5월 29일 | 동구·남구 을: 남구 양림동 방림1동 방림2동 사직동 백운1동 백운2동, 동구 일원                    |
| 제21대 | 윤영덕(尹永德) | 더불어민주당   | 2020년 5월 30일 ~ 2024년 5월 29일 | 동구·남구 갑: 남구 봉선1동 봉선2동 월산동 월산4동 월산5동 주월1동 주월2동 효덕동 송암동 대촌동 |
| 제21대 | 이병훈(李炳勳) | 더불어민주당   | 2020년 5월 30일 ~ 2024년 5월 29일 | 동구·남구 을: 남구 양림동 방림1동 방림2동 사직동 백운1동 백운2동, 동구 일원                    |
| 제22대 | 정진욱(丁秦旭) | 더불어민주당   | 2024년 5월 30일 ~ 현재            | 동구·남구 갑: 남구 봉선1동 봉선2동 월산동 월산4동 월산5동 주월1동 주월2동 효덕동 송암동 대촌동 |
| 제22대 | 안도걸(安道杰) | 더불어민주당   | 2024년 5월 30일 ~ 현재            | 동구·남구 을: 남구 양림동 방림1동 방림2동 사직동 백운1동 백운2동, 동구 일원                    |

## 같이 보기
- 광주 서구의 국회의원
- 광주 동구의 국회의원
- 광주 북구의 국회의원
- 광주 광산구의 국회의원
- 남구 (광주 선거구)
- 동구·남구 갑
- 동구·남구 을